# Indian Premier League 2019
Die Indian Premier League 2019 (offiziell: VIVO Indian Premier League 2019) war die zwölfte Saison des im Twenty20-Format ausgetragenen Wettbewerbes für indische Cricket-Teams und fand zwischen dem 23. März und 12. Mai 2019 statt. Anders als bei vorigen Austragungen in Jahren mit indischen Parlamentswahlen wurde das Turnier in diesem Jahr vollständig in Indien ausgetragen. Im Finale konnten sich die Mumbai Indians mit einem Run gegen die Chennai Super Kings durchsetzen.

## Teilnehmer
Die acht teilnehmenden Franchises aus Indien waren:
- Chennai Super Kings
- Delhi Capitals
- Kings XI Punjab
- Kolkata Knight Riders
- Mumbai Indians
- Rajasthan Royals
- Royal Challengers Bangalore
- Sunrisers Hyderabad

Im Dezember 2018 änderten die Delhi Daredevils ihren Namen in Delhi Capitals.

## Stadien
Die folgenden Stadion wurden während des Turniers genutzt.
| Stadion                                    | Stadt     | Kapazität | Team/Spiele                 |
| ------------------------------------------ | --------- | --------- | --------------------------- |
| M. Chinnaswamy Stadium                     | Bengaluru | 42.000    | Royal Chall. Bangalore      |
| M. A. Chidambaram Stadium                  | Chennai   | 46.000    | Chennai Super Kings, Finale |
| Feroz Shah Kotla                           | Delhi     | 48.000    | Delhi Capitals              |
| Rajiv Gandhi International Cricket Stadium | Hyderabad | 55.000    | Sunrisers Hyderabad         |
| Sawai Mansingh Stadium                     | Jaipur    | 23.185    | Rajasthan Royals            |
| Eden Gardens                               | Kolkata   | 82.000    | Kolkata Knight Riders       |
| Wankhede Stadium                           | Mumbai    | 33.000    | Mumbai Indians              |
| Punjab Cricket Association Stadium         | Mohali    | 35.000    | Kings XI Punjab             |

## Format
Die acht Franchises spielten in einer Gruppe jeweils zwei Mal gegen jede andere Mannschaft. Dabei erhielten sie für jeden Sieg zwei, für jedes Unentschieden oder No Result einen Punkt. Die vier Erstplatzierten der Gruppe qualifizierten sich für die Playoffs die im Page-Playoff-System ausgetragen wurden.

## Ergebnisse

### Tabelle
Die Tabelle der Vorrunde gestaltete sich wie folgt:
| Teams                  | Sp. | S | N | NR | P  | NRR    |
| ---------------------- | --- | - | - | -- | -- | ------ |
| Mumbai Indians         | 14  | 9 | 5 | 0  | 18 | +0.421 |
| Chennai Super Kings    | 14  | 9 | 5 | 0  | 18 | +0.131 |
| Delhi Capitals         | 14  | 9 | 5 | 0  | 18 | +0.044 |
| Sunrisers Hyderabad    | 14  | 6 | 8 | 0  | 12 | +0.577 |
| Kolkata Knight Riders  | 14  | 6 | 8 | 0  | 12 | +0.028 |
| Kings XI Punjab        | 14  | 6 | 8 | 0  | 12 | −0.251 |
| Rajasthan Royals       | 14  | 5 | 8 | 1  | 11 | −0.449 |
| Royal Chall. Bangalore | 14  | 5 | 8 | 1  | 11 | −0.607 |

| Qualifiziert fürs Halbfinale |
| ---------------------------- |

### Vorrunde
| 23. März Scorecard | Chennai | Royal Chall. Bangalore 70 (17.1)          | – | Chennai Super Kings 71-3 (17.4) |
|                    |         | Chennai Super Kings gewinnt mit 7 Wickets |   |                                 |

| 24. März Scorecard | Kolkata | Sunrisers Hyderabad 181-3 (20)              | – | Kolkata Knight Riders 183-4 (19.4) |
|                    |         | Kolkata Knight Riders gewinnt mit 6 Wickets |   |                                    |

| 24. März Scorecard | Mumbai | Delhi Capitals 213-6 (20)          | – | Mumbai Indians 176 (19.2) |
|                    |        | Delhi Capitals gewinnt mit 37 Runs |   |                           |

| 25. März Scorecard | Jaipur | Kings XI Punjab 184-4 (20)          | – | Rajasthan Royals 170-9 (20) |
|                    |        | Kings XI Punjab gewinnt mit 14 Runs |   |                             |

| 26. März Scorecard | Delhi | Delhi Capitals 147-6 (20)                 | – | Chennai Super Kings 150-4 (19.4) |
|                    |       | Chennai Super Kings gewinnt mit 6 Wickets |   |                                  |

| 27. März Scorecard | Kolkata | Kolkata Knight Riders 218-4 (20)          | – | Kings XI Punjab 190-4 (20) |
|                    |         | Kolkata Knight Riders gewinnt mit 28 Runs |   |                            |

| 28. März Scorecard | Bengaluru | Mumbai Indians 187-8 (20)         | – | Royal Chall. Bangalore 181-5 (20) |
|                    |           | Mumbai Indians gewinnt mit 6 Runs |   |                                   |

| 29. März Scorecard | Hyderabad | Rajasthan Royals 198-2 (20)               | – | Sunrisers Hyderabad 201-5 (19) |
|                    |           | Sunrisers Hyderabad gewinnt mit 5 Wickets |   |                                |

| 30. März Scorecard | Mohali | Mumbai Indians 176-7 (20)             | – | Kings XI Punjab 177-2 (18.4) |
|                    |        | Kings XI Punjab gewinnt mit 8 Wickets |   |                              |

| 30. März Scorecard | Delhi | Kolkata Knight Riders 185-8 (20) / 7-1 (1) | – | Delhi Capitals 185-6 (20) / 10-1 (1) |
|                    |       | Delhi Capitals gewinnt durch Super Over    |   |                                      |

| 31. März Scorecard | Hyderabad | Sunrisers Hyderabad 231-2 (20)           | – | Royal Chall. Bangalore 113 (19.5) |
|                    |           | Sunrisers Hyderabad gewinnt mit 118 Runs |   |                                   |

| 31. März Scorecard | Chennai | Chennai Super Kings 175-5 (20)         | – | Rajasthan Royals 167-8 (20) |
|                    |         | Chennai Super Kings gewinnt mit 8 Runs |   |                             |

| 1. April Scorecard | Mohali | Kings XI Punjab 166-9 (20)          | – | Delhi Capitals 152 (19.2) |
|                    |        | Kings XI Punjab gewinnt mit 14 Runs |   |                           |

| 2. April Scorecard | Jaipur | Royal Chall. Bangalore 158-4 (20)      | – | Rajasthan Royals 164-3 (19.5) |
|                    |        | Rajasthan Royals gewinnt mit 7 Wickets |   |                               |

| 3. April Scorecard | Mumbai | Mumbai Indians 170-5 (20)          | – | Chennai Super Kings 133-8 (20) |
|                    |        | Mumbai Indians gewinnt mit 37 Runs |   |                                |

| 4. April Scorecard | Delhi | Delhi Capitals 129-8 (20)                 | – | Sunrisers Hyderabad 131-5 (18.3) |
|                    |       | Sunrisers Hyderabad gewinnt mit 5 Wickets |   |                                  |

| 5. April Scorecard | Bengaluru | Royal Chall. Bangalore 205-3 (20)           | – | Kolkata Knight Riders 206-5 (19.1) |
|                    |           | Kolkata Knight Riders gewinnt mit 5 Wickets |   |                                    |

| 6. April Scorecard | Chennai | Chennai Super Kings 160-3 (20)          | – | Kings XI Punjab 138-5 (20) |
|                    |         | Chennai Super Kings gewinnt mit 22 Runs |   |                            |

| 6. April Scorecard | Hyderabad | Mumbai Indians 136-7 (20)          | – | Sunrisers Hyderabad 96 (17.4) |
|                    |           | Mumbai Indians gewinnt mit 40 Runs |   |                               |

| 7. April Scorecard | Bengaluru | Royal Chall. Bangalore 149-8 (20)    | – | Delhi Capitals 152-6 (18.5) |
|                    |           | Delhi Capitals gewinnt mit 4 Wickets |   |                             |

| 7. April Scorecard | Jaipur | Rajasthan Royals 139-3 (20)                 | – | Kolkata Knight Riders 140-2 (13.5) |
|                    |        | Kolkata Knight Riders gewinnt mit 8 Wickets |   |                                    |

| 8. April Scorecard | Mohali | Sunrisers Hyderabad 150-4 (20)        | – | Kings XI Punjab 151-4 (19.5) |
|                    |        | Kings XI Punjab gewinnt mit 6 Wickets |   |                              |

| 9. April Scorecard | Chennai | Kolkata Knight Riders 108-9 (20)          | – | Chennai Super Kings 111-3 (17.2) |
|                    |         | Chennai Super Kings gewinnt mit 7 Wickets |   |                                  |

| 10. April Scorecard | Mumbai | Kings XI Punjab 197-4 (20)           | – | Mumbai Indians 198-7 (20) |
|                     |        | Mumbai Indians gewinnt mit 3 Wickets |   |                           |

| 11. April Scorecard | Jaipur | Rajasthan Royals 151-7 (20)               | – | Chennai Super Kings 155-6 (20) |
|                     |        | Chennai Super Kings gewinnt mit 4 Wickets |   |                                |

| 12. April Scorecard | Kolkata | Kolkata Knight Riders 178-7 (20)     | – | Delhi Capitals 180-3 (18.5) |
|                     |         | Delhi Capitals gewinnt mit 7 Wickets |   |                             |

| 13. April Scorecard | Mumbai | Mumbai Indians 187-5 (20)              | – | Rajasthan Royals 188-6 (19.3) |
|                     |        | Rajasthan Royals gewinnt mit 4 Wickets |   |                               |

| 13. April Scorecard | Mohali | Kings XI Punjab 173-4 (20)                       | – | Royal Chall. Bangalore 174-2 (19.2) |
|                     |        | Royal Challengers Bangalore gewinnt it 8 Wickets |   |                                     |

| 14. April Scorecard | Kolkata | Kolkata Knight Riders 161-8 (20)          | – | Chennai Super Kings 162-5 (19.4) |
|                     |         | Chennai Super Kings gewinnt mit 5 Wickets |   |                                  |

| 14. April Scorecard | Hyderabad | Delhi Capitals 155-7 (20)          | – | Sunrisers Hyderabad 116 (18.5) |
|                     |           | Delhi Capitals gewinnt mit 39 Runs |   |                                |

| 15. April Scorecard | Mumbai | Royal Chall. Bangalore 171-7 (20)    | – | Mumbai Indians 172-5 (19) |
|                     |        | Mumbai Indians gewinnt mit 5 Wickets |   |                           |

| 16. April Scorecard | Mohali | Kings XI Punjab 182-6 (20)          | – | Rajasthan Royals 170-7 (20) |
|                     |        | Kings XI Punjab gewinnt mit 12 Runs |   |                             |

| 17. April Scorecard | Hyderabad | Chennai Super Kings 132-5 (20)            | – | Sunrisers Hyderabad 137-4 (16.5) |
|                     |           | Sunrisers Hyderabad gewinnt mit 6 Wickets |   |                                  |

| 18. April Scorecard | Delhi | Mumbai Indians 168-5 (20)          | – | Delhi Capitals 128-9 (20) |
|                     |       | Mumbai Indians gewinnt mit 40 Runs |   |                           |

| 19. April Scorecard | Kolkata | Royal Chall. Bangalore 213-4 (20)               | – | Kolkata Knight Riders 203-5 (20) |
|                     |         | Royal Challengers Bangalore gewinnt mit 10 Runs |   |                                  |

| 20. April Scorecard | Jaipur | Mumbai Indians 161-5 (20)              | – | Rajasthan Royals 162-5 (19.1) |
|                     |        | Rajasthan Royals gewinnt mit 5 Wickets |   |                               |

| 20. April Scorecard | Delhi | Kings XI Punjab 163-7 (20)           | – | Delhi Capitals 166-5 (19.4) |
|                     |       | Delhi Capitals gewinnt mit 5 Wickets |   |                             |

| 21. April Scorecard | Hyderabad | Kolkata Knight Riders 159-8 (20)          | – | Sunrisers Hyderabad 161-1 (15) |
|                     |           | Sunrisers Hyderabad gewinnt mit 9 Wickets |   |                                |

| 21. April Scorecard | Chennai | Royal Chall. Bangalore 161-7 (20)             | – | Chennai Super Kings 160-8 (20) |
|                     |         | Royal Challengers Bangalore gewinnt mit 1 Run |   |                                |

| 22. April Scorecard | Jaipur | Rajasthan Royals 191-6 (20)          | – | Delhi Capitals 193-4 (19.2) |
|                     |        | Delhi Capitals gewinnt mit 6 Wickets |   |                             |

| 23. April Scorecard | Chennai | Sunrisers Hyderabad 175-3 (20)            | – | Chennai Super Kings 176-4 (19.5) |
|                     |         | Chennai Super Kings gewinnt mit 6 Wickets |   |                                  |

| 24. April Scorecard | Bengaluru | Royal Chall. Bangalore 202-4 (20)               | – | Kings XI Punjab 185-7 (20) |
|                     |           | Royal Challengers Bangalore gewinnt mit 17 Runs |   |                            |

| 25. April Scorecard | Kolkata | Kolkata Knight Riders 175-6 (20)       | – | Rajasthan Royals 177-7 (19.2) |
|                     |         | Rajasthan Royals gewinnt mit 3 Wickets |   |                               |

| 26. April Scorecard | Chennai | Mumbai Indians 155-4 (20)          | – | Chennai Super Kings 109 (17.4) |
|                     |         | Mumbai Indians gewinnt mit 46 Runs |   |                                |

| 27. April Scorecard | Jaipur | Sunrisers Hyderabad 160-8 (20)         | – | Rajasthan Royals 161-3 (19.1) |
|                     |        | Rajasthan Royals gewinnt mit 7 Wickets |   |                               |

| 28. April Scorecard | Delhi | Delhi Capitals 187-5 (20)          | – | Royal Chall. Bangalore 171-7 (20) |
|                     |       | Delhi Capitals gewinnt mit 16 Runs |   |                                   |

| 28. April Scorecard | Kolkata | Kolkata Knight Riders 232-2 (20)          | – | Mumbai Indians 198-7 (20) |
|                     |         | Kolkata Knight Riders gewinnt mit 34 Runs |   |                           |

| 29. April Scorecard | Hyderabad | Sunrisers Hyderabad 212-6 (20)          | – | Kings XI Punjab 167-8 (20) |
|                     |           | Sunrisers Hyderabad gewinnt mit 45 Runs |   |                            |

| 30. April Scorecard | Bengaluru | Royal Chall. Bangalore 62-7 (5/5) | – | Rajasthan Royals 41-1 (3.2/5) |
|                     |           | No Result                         |   |                               |

| 1. Mai Scorecard | Chennai | Chennai Super Kings 179-4 (20)          | – | Delhi Capitals 99 (16.2) |
|                  |         | Chennai Super Kings gewinnt mit 80 Runs |   |                          |

| 2. Mai Scorecard | Mumbai | Mumbai Indians 162-5 (20) / 9/0         | – | Sunrisers Hyderabad 162-6 (20) / 8/2 |
|                  |        | Mumbai Indians gewinnt durch Super Over |   |                                      |

| 3. Mai Scorecard | Mohali | Kings XI Punjab 183-6 (20)                  | – | Kolkata Knight Riders 185-3 (18) |
|                  |        | Kolkata Knight Riders gewinnt mit 7 Wickets |   |                                  |

| 4. Mai Scorecard | Delhi | Rajasthan Royals 115-9 (20)          | – | Delhi Capitals 121-5 (16.1) |
|                  |       | Delhi Capitals gewinnt mit 5 Wickets |   |                             |

| 4. Mai Scorecard | Bengaluru | Sunrisers Hyderabad 175-7 (20)                    | – | Royal Chall. Bangalore 178-6 (19.2) |
|                  |           | Royal Challengers Bangalore gewinnt mit 4 Wickets |   |                                     |

| 5. Mai Scorecard | Mohali | Chennai Super Kings 170-5 (20)        | – | Kings XI Punjab 173-4 (18) |
|                  |        | Kings XI Punjab gewinnt mit 6 Wickets |   |                            |

| 5. Mai Scorecard | Mumbai | Kolkata Knight Riders 133-7 (20)     | – | Mumbai Indians 134-1 (16.1) |
|                  |        | Mumbai Indians gewinnt mit 9 Wickets |   |                             |

### Playoffs

#### Spiel A
| 7. Mai Scorecard | Chennai | Chennai Super Kings 131-4 (20)       | – | Mumbai Indians 132-4 (18.3) |
|                  |         | Mumbai Indians gewinnt mit 6 Wickets |   |                             |

#### Spiel B
| 8. Mai Scorecard | Visakhapatnam | Sunrisers Hyderabad 162-8 (20)       | – | Delhi Capitals 165-8 (19.5) |
|                  |               | Delhi Capitals gewinnt mit 2 Wickets |   |                             |

#### Spiel C
| 10. Mai Scorecard | Visakhapatnam | Delhi Capitals 147-9 (20)                 | – | Chennai Super Kings 151-4 (20) |
|                   |               | Chennai Super Kings gewinnt mit 6 Wickets |   |                                |

#### Finale
| 12. Mai Scorecard | Hyderabad | Mumbai Indians 149-8 (20)        | – | Chennai Super Kings 148-7 (20) |
|                   |           | Mumbai Indians gewinnt mit 1 Run |   |                                |